# 黑暗坡的食人樹
《黑暗坡的食人樹》（日语：暗闇坂の人喰いの木）是日本推理作家島田莊司的推理小說，為其筆下的偵探御手洗潔系列小說。

## 書籍出版資訊
| 出版者              | 出版日期      | 媒介       | 頁數  | 書籍編碼           | 譯者   |
| ------------------- | ------------- | ---------- | ----- | ------------------ | ------ |
| 講談社              | 1990年11月1日 | 單行本     | 566頁 | ISBN 9784061939950 |        |
| 講談社              | 1994年6月6日  | 講談社文庫 | 680頁 | ISBN 9784061856943 |        |
| 皇冠文化出版        | 2005年1月31日 | 平裝書     | 384頁 | ISBN 9789573321170 | 董炯明 |
| 新星出版社 午夜文库 | 2013年4月1日  | 平裝書     | 427頁 | ISBN 9787513311281 | 陳滌   |
| 新星出版社 午夜文库 | 2024年11月1日 | 平装书     | 496页 | ISBN 9787513357104 | 张翔娜 |

## 故事概要
在橫濱市區邊緣的黑暗坡頂上是江戶時代處決死刑犯的刑場。那裡矗立著一棵據說樹齡超過2000年的詭異的大楠樹，樹旁是一棟二次大戰前興建，屋頂上裝了一支青銅風向雞的西式洋房。
1984年9月時颱風侵襲了橫濱市。颱風過境隔日，黑暗坡的西式洋房上卻出現了不可思議的恐怖景象：屋頂上的青銅雞消失了，取而代之的是住在洋房裡的藤並家族長男藤並卓跨坐在屋頂上、神色木然瞪著大楠樹的屍體。
凶案接二連三，受害者陸續出現！黑暗坡的大楠樹真的是傳說中的『食人樹』嗎？屢破怪案的御手洗潔如今向超越千年的古樹挑戰！

## 登場人物

### 主要角色
御手洗 潔（Mitarai Kiyoshi）
1984年初秋居於橫濱馬車道的寂寂無名的偵探。因好友石岡的關係被卷入此次事件。
石岡 和己（Ishioka Kazumi）
御手洗的同居老友，作家。以森真理子拜訪自己為契機，和御手洗兩人一同被卷入此次事件。

### 案件相關
森 真理子（Mori Mariko）
1984年秋突然拜訪石岡和巳的女性。和藤並卓保持了七年婚外情關係，而藤並卓並無和自己在一起的意思，便打算利用石岡君給藤並卓施壓。
首次見面給石岡君的印象是「皮膚白皙，圓滾滾的大眼睛，雙眼皮，身形嬌小樣貌可愛的女性」。
生於昭和26年（1951年）的天蠍座。
藤並 卓（Fujinami Suguru）
藤並八千代和詹姆斯·貝因的大兒子，生於昭和21年（1946年）。郁子的丈夫，和森真理子維持著不倫的婚外情。森真理子形容他是一個頭腦聰明、容貌端正、素有教養的男人。
1984年9月，被發現跨坐在藤並家屋頂原本應該是青銅風向雞的位置，死於心臟麻痺。
藤並 郁子（Fujinami Ikuko）
藤並卓的妻子。
藤並 讓（Fujinami Yuzuru）
藤並八千代和詹姆斯·貝因的二兒子，生於昭和22年（1947年）。研究死刑史的學者，性格有點怪異。
和同為怪人的御手洗志趣相投，但在御手洗為調查事件遠渡英國的期間死亡，屍體被發現時全身骨折，以大頭朝下的倒栽蔥姿勢插在大楠樹的樹幹頂上。
藤並 八千代（Fujinami Yachiyo）
詹姆斯·貝因的前妻，卓、讓、玲王奈的母親，生於大正12年（1923年）。在伊勢佐木町的料亭工作的時候和貝因一見鍾情，後來結婚。昭和45年（1970年）離婚。在藤並卓死亡的雨夜，被發現倒臥在大楠樹下面，因頭蓋骨粉碎性骨折而命懸一線。然後在入住藤棚綜合醫院期間離開醫院，再次被發現倒在大楠樹下，但此時的她已經死亡。
松崎 玲王奈（Matsuzaki Leona）
本名「藤並玲王奈」，藤並八千代和詹姆斯·貝因的小女兒，藤並卓和藤並讓的妹妹，生於昭和38年（1963年）。是個頭腦聰明的絕色美女。原本是個模特，後來成為了一個娛樂明星。
在本故事中首次登場，和御手洗、石岡一起遠赴英國調查真相。之後在御手洗系列部分其他小說中均有登場。
在此次事件中對御手洗產生愛意，並大聲表露出來。
藤並 照夫（Fujinami Terao）
藤並八千代和貝因離婚後的再婚對象，舊姓三本，生於昭和7年（1932年）。有一個於昭和43年（1968年）出生，名叫三幸的女兒，為照夫與前妻所生。
詹姆斯·貝因（Payne James）
卓、讓、玲王奈的父親。來自蘇格蘭的一個叫做弗塞斯的村子，二戰之後在日本和藤並八千代結婚，經營一家外國人子女的學校。
以前是名畫家，其父親因參與軍需物資制造行業而發家，然後在昭和20年（1945年）隨著美軍一起來到日本。認識他的人回憶起他，都說他是個如同繪畫於畫中的英國紳士一般，為人守時，生活節制有規律的過分正直的人。和八千代離婚後據說回英國去了。
淳子（Junko）
照夫的妹妹。
昭和16年（1941年）在登上黑暗坡後失蹤，之後其屍體被發現掛在大楠樹上。

## 榮譽
- 《文藝春秋》年度10大推理小說！
- 偵探小說研究會1975~1994年本格推理BEST 100！
- 入圍日本推理作家協會獎！

## 外部連結
- （日語）http://bookclub.kodansha.co.jp/bc2_bc/search_view.jsp?b=1856944（页面存档备份，存于）
- （简体中文）豆瓣讀書：黑暗坡的食人樹（页面存档备份，存于）
- [3]